# Euplectromorpha longicalcar
Euplectromorpha longicalcar is een vliesvleugelig insect uit de familie Eulophidae. De wetenschappelijke naam is voor het eerst geldig gepubliceerd in 1980 door Szelényi.